# Diploblastične životinje
Diploblastične životinje (diploblasti, dvoslojne životinje; Diploblastica), kladus animalia s dva sloja zametnih listića koji se stvaraju tijekom embriogeneze, to su ektoderm (vanjski sloj) i endoderm (unutrašnji sloj), po čemu se razlikuju od Triploblastica koji posjeduju i srednji sloj, mezoderm, koji omogućava bilateralnim životinjama (Bilateria) razvijanje pravih organa.
Tijelo im je valjkastog oblika, sa središnjom osi (glavna, bazalno-apikalna ili oralno-aboralna os), a  probava (za razliku od Parazoa), dijelom izvanstanična.
Od živih vrsta u Diploblastice spadaju žarnjaci ili Cnidaria (meduze, koralji, vlasulje ili morske anemone) i rebraši ili Ctenophora, čime su Diploblastica identični koljenu Coelenterata.
Opisao ih je britanski zoolog Ray Lankester 1877., a Linnaeus pod imenima Radiata i Coelenterata 1758.
Kako ove životinje ne vode porijeklo od zajedničkog pretka, odnosno nije monofiletička, ovi taksoni više nisu u upotrebi.